# Abolboda pulchella
Abolboda pulchella là một loài thực vật hạt kín trong họ Hoàng đầu. Loài này được Bonpl. mô tả khoa học đầu tiên năm 1813.